# کشتار موز
کشتار موز (انگلیسی: Banana Massacre) یک کشتار از کارگران شرکت یونایتد فروت (که اکنون به نام چیکیتا شناخته می‌شود) بود که در تاریخ ۵ و ۶ دسامبر ۱۹۲۸ در شهر سیناگا در نزدیکی سانتا مارتا، کلمبیا، رخ داد. این کشتار پس از آن اتفاق افتاد که یک اعتصاب از ۱۲ نوامبر ۱۹۲۸ آغاز شد، زمانی که کارگران کار خود را متوقف کردند تا زمانی که شرکت با آن‌ها توافق کند و شرایط کاری مناسب‌تری برایشان فراهم کند.
پس از چندین هفته بدون رسیدن به توافق و در حالی که شرکت یونایتد فروت از مذاکره با کارگران خودداری می‌کرد، دولت وقت کلمبیا تحت سرپرستی میگل آبادیه مندز، کورتس واگاس را به عنوان رئیس نظامی منطقه ماگدالنا منصوب کرده و ۷۰۰ سرباز از ارتش ملی کلمبیا را برای سرکوب اعتصاب‌کنندگان به این منطقه اعزام کرد. این اقدام منجر به کشتار ۴۷ تا ۲۰۰۰ نفر شد (محدوده این آمار به دلیل کمبود اسناد تاریخی دقیق است).
مقامات ایالات متحده در کلمبیا و نمایندگان شرکت یونایتد فروت اعتصاب کارگران را به عنوان «کمونیسم» با «تمایل‌های ضد حکومتی» در تلگرام‌هایی به فرانک بی. کلاگ، وزیر امور خارجه ایالات متحده، معرفی کردند. دولت کلمبیا همچنین مجبور شد که به نفع منافع شرکت کار کند، زیرا شرکت می‌توانست تجارت موز کلمبیا را با بازارهای مهمی مانند ایالات متحده و اروپا قطع کند.
گابریل گارسیا مارکز یک نسخه خیالی از این کشتار را در رمان خود صد سال تنهایی به تصویر کشید، همان‌طور که آلوارو سپدا سامودیو نیز در اثر خود La Casa Grande این کشتار را به نمایش گذاشت. اگرچه مارکز تعداد کشته‌شدگان را حدود سه هزار نفر ذکر کرده است، اما تعداد واقعی کشته‌شدگان کارگر هنوز نامشخص است.

## اعتصاب
در دهه‌ای که به کشتار انجامید، کارگران اعتصاب کرده بودند ولی تغییرات کمی در شرایطشان رخ داده بود. کارگران در اکتبر ۱۹۲۸ نه خواسته از شرکت یونایتد فروت مطرح کردند:
1. متوقف کردن استخدام از طریق پیمانکاران فرعی
2. بیمه جمعی اجباری
3. جبران خسارات ناشی از حوادث کاری
4. خوابگاه‌های بهداشتی و هفته‌های کاری ۶ روزه
5. افزایش دستمزد روزانه برای کارگرانی که کمتر از ۱۰۰ پزو در ماه درآمد داشتند
6. پرداخت دستمزد هفتگی
7. لغو فروشگاه‌های اداری
8. لغو پرداخت از طریق کوپن به جای پول نقد
9. بهبود خدمات بیمارستانی[۲]

کارگران مزارع موز در کلمبیا در تاریخ ۱۲ نوامبر ۱۹۲۸ اعتصاب کردند. این اعتصاب تبدیل به بزرگ‌ترین حرکت کارگری شد که تا آن زمان در کشور مشاهده شده بود، به طوری که حداقل ۲۵٬۰۰۰ کارگر از شرکت یونایتد فروت در آن شرکت کردند. اعضای رادیکال حزب حزب لیبرال کلمبیا، همچنین اعضای حزب حزب سوسیالیست انقلاب‌خواه کلمبیا و حزب کمونیست کلمبیا در این اعتصاب شرکت داشتند. کارگران خواستار به رسمیت شناختن خود به عنوان کارمند و پیاده‌سازی چارچوب قانونی کلمبیا در دهه ۱۹۲۰ بودند.

## قتل عام
در تاریخ ۵ دسامبر ۱۹۲۸، یک هنگ نظامی از بوگوتا توسط دولت برای برخورد با اعتصاب‌کنندگان که به‌عنوان تهدیدی فراتر از نظم اجتماعی تلقی می‌شدند، اعزام شد. هنوز مشخص نشده است که آیا این نیروها به درخواست کمپانی یونایتد فروت فرستاده شده‌اند یا خیر.
سیصد سرباز از بخش انتیوکیا به بخش ماگدالنا فرستاده شدند. سربازان از منطقه ماگدالنا در عملیات دخالت نداشتند، زیرا ژنرال کورتس واگاس، رئیس نظامی منصوب منطقه موز، معتقد بود که آن‌ها نمی‌توانند اقدامات مؤثری انجام دهند چرا که ممکن است با کارگران مزارع ارتباط داشته باشند.
در روز کشتار، ۵ دسامبر ۱۹۲۸، حدود ۱۵۰۰ کارگر موز به همراه خانواده‌هایشان در میدان شهر سیناگا اردو زده بودند. در همین حال، نیروهای نظامی ماشین‌های جنگی خود را بر روی پشت‌بام‌های ساختمان‌های کوتاه در چهارگوشه میدان اصلی نصب کردند و خیابان‌های دسترسی را بستند، و پس از دادن هشدار پنج دقیقه‌ای مبنی بر لزوم ترک میدان، به سوی جمعیت متراکم کارگران و خانواده‌هایشان، از جمله کودکان، آتش گشودند. مردم پس از مراسم یکشنبه جمع شده بودند تا سخنرانی منتظره از سوی فرماندار را بشنوند.

## تعداد افراد کشته شده
ژنرال کورتس واگاس، که فرمانده نیروهای نظامی در زمان کشتار بود، مسئولیت کشته شدن ۴۷ نفر را بر عهده گرفت. در واقع، تعداد دقیق کشته‌ها هرگز تأیید نشده است. هررا سوتو، نویسنده یکی از مطالعات جامع و دقیق دربارهٔ اعتصاب ۱۹۲۸، براساس ارزیابی‌های مختلفی که توسط معاصران و مورخان ارائه شده است، تعداد کشته‌ها را بین ۴۷ تا ۲۰۰۰ نفر متغیر دانسته است. به گفته خورخه الی‌یسر گائیتان، نماینده مجلس، کارگران کشته‌شده به دریا انداخته شدند. منابع دیگر ادعا می‌کنند که اجساد در قبرهای دسته‌جمعی دفن شدند.
در میان بازماندگان، لوئیس ویکنت گامز بود که بعداً به یکی از شخصیت‌های معروف محلی تبدیل شد. او با پنهان شدن زیر یک پل به مدت سه روز جان سالم به در برد. هر سال پس از کشتار، او یک مراسم یادبود از طریق رادیو برگزار می‌کرد.
رسانه‌ها گزارش‌های متفاوتی در مورد تعداد کشته‌ها و نظرات مختلفی دربارهٔ وقایع آن شب ارائه داده‌اند. نتیجه‌گیری این است که هیچ داستان توافق‌شده‌ای وجود ندارد، بلکه ورژن‌های مختلفی بسته به منبع آن‌ها وجود دارد. مطبوعات آمریکایی اطلاعات مغرضانه‌ای در مورد اعتصاب ارائه دادند. همچنین مطبوعات کلمبیا نیز بسته به گرایش سیاسی نشریه، جانبداری کردند. به عنوان مثال، روزنامه ال تایمپو مستقر در بوگوتا اعلام کرد که کارگران حق داشتند خواسته‌هایشان را برای بهبود شرایطشان مطرح کنند. با این حال، از آنجا که این روزنامه از نظر سیاسی محافظه‌کار بود، آنها همچنین ذکر کردند که با اعتصاب موافق نبودند.